# 熱帶風暴艾維尼 (2018年)
熱帶風暴艾雲尼（英文：Tropical Storm Ewiniar，國際編號：1804，聯合颱風警報中心：WP052018，中港澳譯名：艾雲尼）是2018年太平洋颱風季第4個被命名的熱帶氣旋。「艾雲尼」一名由米克羅尼西亞提供，意為楚克群島傳統的風暴之神。艾雲尼是2018年首個吹襲華南地區的熱帶氣旋，為該年華南沿岸和港澳地區的風季揭開序幕，並結束該年5月中下旬肆虐華南的持續熱浪。

## 氣象歷史

### 發展遲緩
2018年5月中開始，高空反氣旋長期盤據南海上空，導致熱浪席捲華南，令該月成為廣東和港澳自1963年以來最酷熱的5月份，當中香港更錄得連續16日之酷熱天氣。到5月末，數值預報模式開始預報南海和菲律賓以東海域將在6月初同時出現低壓區或熱帶氣旋活動，當中南海之低壓區會首先北上移近海南或廣東沿岸，後期則受菲律賓以東低壓區移近呂宋海峽，以及副熱帶高壓脊向東撤離等因素影響，路徑出現極大不確定性，歐洲中期天氣預報中心、美國「全球預報模式」、以至日本氣象廳和英國氣象局的電腦模式，報出之結果均大相逕庭，更在數日之間反覆改變。預報中的南海低壓區於5月31日在菲律賓巴拉望島對開的南海南部形成，美國海軍研究實驗室給予熱帶擾動編號99W，而聯合颱風警報中心對該低壓區在1日內發展為熱帶氣旋之機會評級為「低」，至當晚提升為「中」。
該系統當時沿副熱帶高壓脊南側向西北偏西移動，隨後一兩日吸收南海於持續熱浪下積存的能量發展，螺旋性漸增，有較明顯的對流爆發，聯合颱風警報中心在6月1日上午10時半把上述機會提升為「高」，並發出熱帶氣旋形成警報；日本氣象廳亦在當日把該低壓區升為熱帶低氣壓，至翌日（6月2日）上午9時對該系統發出烈風警報，表示有可能在一日內加強為熱帶風暴，聯合颱風警報中心亦於同日下午5時把該系統升為熱帶低氣壓，並給予編號「05W」。香港天文台則在當日下午6時15分表示「位於南海南部的低壓區正逐漸增強，一個熱帶氣旋似乎在形成中」，至該晚9時半把該系統升為熱帶低氣壓。然而受到強勁垂直風切變影響，該系統於6月3日繞過副熱帶高壓脊西南端，以時速約12公里改向西北偏北移動之際，深層對流被不斷向西南切離，引致低層環流中心暴露，該熱帶低氣壓只能依靠良好低層輻合和先前大半個月的持續酷熱天氣下，水溫被加熱至達攝氏30度的炎熱海水維持強度。

### 掙扎北上
副熱帶高壓脊減弱令此熱帶低氣壓在6月4日於越南北部對開的南海中部徘徊，為該區帶來惡劣天氣。在高空仍吹強烈東北風、低層則受偏南氣流支配下，其結構仍然差劣，垂直風切變繼續破壞系統的深層對流，使這熱帶低氣壓仍只能依靠炎熱海水、良好低層輻合與及打通赤道方向流出通道而改善的高空輻散，抵銷風切變的影響來掙扎求存。至此階段，數值預報對此系統初期動向的預報開始明朗化，歐洲中期預報中心和美國「全球預報模式」皆預料此系統大致移向海南至雷州半島一帶，之後於雷州半島附近徘徊再轉向東移，可是東折之時間及確實位置仍難以預計，遑論往後究竟是經南海北部和呂宋海峽或臺灣移出西北太平洋，還是沿海岸線逼近珠江口一帶。官方部門預測同樣分歧甚大，香港天文台和聯合颱風警報中心皆預計此熱帶低氣壓橫過海南和雷州半島，之後在陸上減弱為熱帶低氣壓再折向東；但中國國家氣象中心則預料它擦過海南後已經轉向東北，進入南海西北部，並在登陸廣東茂名附近前進一步加強為強烈熱帶風暴，此預測最終沒有實現。這種預報差異到6月5日繼續維持，只是中國國家氣象中心與聯合颱風警報中心預測互換，前者改為預計此熱帶低氣壓登陸雷州並原地打轉，或短暫移入北部灣及繞一圈再東折，後者則預測它登陸廣東電白附近後北移入內陸，減弱消散。
當日此系統開始採取較穩定的東北偏北路徑和加速移動，以時速18公里移入南海西北部，入夜後於海南以東海域近距離掠過。與此同時該熱帶低氣壓亦移離風切變強烈之區域及稍作增強，中心附近之對流爆發重現，但除中國國家氣象中心於早上8時半把該系統升為熱帶風暴外，其餘官方部門皆按兵不動，直至6月6日凌晨5時及上午9時，聯合颱風警報中心和日本氣象廳才先後把該系統升為熱帶風暴，日本氣象廳並把該風暴命名為艾雲尼，給予國際編號1804。此時艾雲尼已經改向西移，按照中國國家氣象中心之公佈，艾雲尼更已於早上6時25分登陸廣東徐闻新寮镇。香港天文台於上午9時45分緊接把艾雲尼升為熱帶風暴，但由於香港天文台在2小時前已公佈艾雲尼登陸廣東徐聞，因此顯得艾雲尼是在陸上增強。

### 雷州打圈
由於高空引導氣流微弱，因此艾維尼於6月6日早上登陸雷州徐聞後開始減速和逆時針方向繞圈，先在中午時份往南橫跨瓊州海峽，中國國家氣象中心表示艾雲尼於同日下午2時50分在海南海口长流镇再次登陸，但其餘大部份部門判斷艾雲尼於傍晚才登陸海南文昌附近。因應艾雲尼徘徊雷州半島至海南一帶，結構受地形破壞，聯合颱風警報中心於下午5時把艾維尼降為熱帶低氣壓，然而其餘官方部門未有跟隨。黃昏艾雲尼再轉向東移，掠過海南島東北角，當晚重返南海西北部，期間艾雲尼的中心環流一直為海南、雷州帶來狂風暴雨，而廣東西部沿岸和珠江口一帶亦受其外圍雨帶影響，有頻密狂風驟雨。至此階段，各官方氣象部門的預測分歧開始收窄，預料艾雲尼向北至東北移動，最快於翌日（6月7日）登陸廣東茂名至陽江一帶，當中以日本氣象廳的預測最偏東，路徑和登陸點亦最接近實況，但該部門卻預計艾雲尼移動非常緩慢，6月8日才登陸廣東陽江，此預報結果在移速預測出錯下落空。
6月7日早上艾雲尼開始採取偏東北路徑，逼近廣東陽江，並再稍作增強，達到其強度頂峰，日本氣象廳、中國國家氣象中心、香港天文台、臺灣中央氣象局也幾乎一致地把艾雲尼的接近中心最高持續風速評為每小時70至75公里；惟獨先前一度把艾雲尼降為熱帶低氣壓的聯合颱風警報中心，直至下午5時才把艾雲尼重新升為熱帶風暴。艾雲尼在晚上8時半在廣東阳江海陵岛沿海作最後登陸，聯合颱風警報中心於翌日（8日）凌晨5時對艾維尼發出最後報告。但在西南季候風爆發，提供充足水汽供應的情況下，艾維尼減弱速度緩慢，於6月8日緩慢向東北偏北移動，徘徊廣東西部內陸，令該區出現持續暴雨。香港天文台直至當日下午2時45分才把艾雲尼降為熱帶低氣壓，當時艾雲尼已登陸陽江超過18小時。6月9日凌晨，艾雲尼一如所料改向東移，早上8時於廣州北面近距離掠過，但由雷達圖所見，長時期的陸地摩擦下，艾雲尼的對流幾乎殆盡，香港天文台於早上8時45分把艾雲尼降為低壓區；日本氣象廳則到此時才把艾維尼降格為熱帶低氣壓。艾雲尼的殘餘繼續東移，到6月10日早上8時，日本氣象廳終在天氣圖表示艾雲尼已在廣東東部近海減弱消散。

### 事後調整
香港天文台於7月9日發佈熱帶風暴艾雲尼報告。當中香港天文台未有修正於艾雲尼登陸雷州後才升為熱帶風暴的失誤，卻把艾雲尼減弱消散的時間由6月9日早上提前至6月8日晚上，亦即把6月9日的東移路徑刪走。這令艾雲尼最接近香港的時間和位置由6月9日早上8時的香港之西北偏北約150公里，大幅提前至6月8日下午1時的香港之西北偏西約200公里。

## 影響

### 越南
隨著艾雲尼靠近越南中部，岘港市和廣南省的政府官員都呼籲海上作業中的船隻返港避難，許多農民都趕在天氣轉壞前搶收大米。6月2日受艾雲尼影響，越南中南部多地有暴雨的出現，胡志明市有街道水浸，黃沙縣從當日下午開始下雨，隔日早上測得7級風力，為了確保安全而關閉港口導致有2000人受困。

### 中國大陸
當地發佈之最高颱風預警信號： 颱風藍色預警信號
| 省份 | 最高颱風預警信號 |
| ---- | ---------------- |
| 海南 | 颱風黃色預警信號 |
| 廣東 | 颱風黃色預警信號 |
| 廣西 | 颱風藍色預警信號 |

由於艾雲尼逐漸逼近，国家气象中心在6月3日預告5日至6日間华南沿海地區會有強降雨，南海中西及北部海域會有7到9級的持續風力，海南會有最高600毫米的降雨。海南氣象局在6月4日凌晨5時發出颱風四級預警，同日下午3時琼州海峡船班停駛。其後，農業農村部要求广东省、广西壮族自治区及海南省的農業部門切實做好颱風的防禦工作。6月5日早上艾雲尼增強為熱帶風暴，國家氣象中心在上午10時正發佈颱風藍色預警信號，當時艾雲尼集結在海南文昌以南約230公里。在氣象中心發出颱風預警信號前一小時，海南省氣象局把預警等級調高至三級，當晚9時海南环岛高铁停駛。當地氣象局呼籲在南海中部、北部海域和海南島近海的船隻，要迅速返港避風。隨著艾云尼減弱，8日下午艾雲尼位於肇庆市時，國家氣象中心解除所有台风预警信號。
艾雲尼於6月5日開始影響華南地區，其雨帶令華南地區出現大暴雨。据统计，海南全岛共有100個地區雨量超过50毫米，部分地區更超过100毫米，文昌市铺前镇更錄得218.8毫米的雨量。暴雨導致海南省低窪地區有4168人撤離避難，海口美兰国际机场有19個航班被取消，海口市部分路段出现积水。6月6日深圳市氣象局在6日下午12時55分發出暴雨紅色預警信號，深圳和海口市的中小學及幼稚園停課。暴雨更令深圳市龙岗区顺昌街东海渔港门楼遮雨棚坍塌，壓中8人，造成4死4傷。受大雨影響，至少13對廣深城際列車停運。6月7日為2018年普通高等学校招生全国统一考试的第一天，華南地區仍如期考試，許多考生被迫冒者風雨前往考場，甚至深圳有考場需要涉水而過。湖南省耒阳市亦出現大雨，有兩位女童被洪水沖走，2269人緊急撤離。6月8日，大雨使珠江河水暴涨，导致部分河段水淹过堤，廣東省广州市34條路段出現淹水，造成多處交通癱瘓。一个建筑工地抵擋不住強风袭击，一個板房被吹倒，造成1人罹難，8人受傷。广州白云国际机场亦出現淹水，令數百航班受影響。中山市多處淹水，最深達50公分。阳春市許多農作物被淹，該市經濟損失為1350万人民币。云浮市新兴县出現特大暴雨，導致山泥傾瀉，有房屋倒塌造成5人罹難，多處的淹水導致漏電，有3人因電擊而罹難。惠州市仲恺区潼湖水位暴漲，使魚塘中大量的魚游出，游到下游的东江，有的甚至游近住戶。廣東、廣西、福建、湖南合共超過21萬人受災，4萬7千人撤離，29間房屋倒塌。艾云尼的外圍雲系影響到了江西省，吉安市泰和县降下暴雨，導致赣江中游水位暴涨，苏溪镇遭遇大洪水侵襲，有130人受困。雖然多處已停課，但普通高等学校招生全国统一考试在停課地區仍然正常考試，為了減緩淹水影響考試的程度，武警部隊出動高底盤軍車、橡皮艇，協助載送試卷、考生、監考教師到考場，其中肇庆市因淹水情況嚴重，部分地區只能用橡皮艇的方式運送。

### 澳門
| 紀念孫中山市政公園 · 14.8大炮台山 · 19.4外港碼頭 · 50污水處理廠 · －海事博物館 · 25.6友誼大橋 · 北峰 · 54友誼大橋 · 南峰 · 50嘉樂庇 · 總督大橋 · 48.2西灣大橋 · 47.2澳門大橋北 · －澳門大橋南 · －大潭山 · 32東亞運站 · －九澳 · 40路環分站 · 15.1澳門大學 · 40.3 澳門氣象局氣象站錄得最高10分鐘平均風速，單位為公里每小時（km/h）。圖例： · 代表沒有數據 · 代表錄得清勁以下風力 · 代表錄得清勁至強勁風力 | 紀念孫中山市政公園 · 12.4大炮台山 · 15外港碼頭 · 43污水處理廠 · －海事博物館 · 21.5友誼大橋 · 北峰 · 48.8友誼大橋 · 南峰 · 47.1嘉樂庇 · 總督大橋 · 44.3西灣大橋 · 40.4澳門大橋北 · －澳門大橋南 · －大潭山 · 26.7東亞運站 · －九澳 · 34.1路環分站 · 12.4澳門大學 · 33.4 澳門氣象局氣象站錄得最高每小時平均風速，單位為公里每小時（km/h）。圖例： · 代表沒有數據 · 代表錄得清勁以下風力 · 代表錄得清勁至強勁風力 |

當地發出之最高熱帶氣旋信號： 三號風球
早在艾雲尼尚未發展前，地球物理暨氣象局已經在5月30日發出特別報告其會發展及會為華南沿岸帶來驟雨，但預測不確定性較大，呼籲市民留意相關消息。隨著熱帶低氣壓的接近，地球物理暨氣象局在6月4日表示翌日會發出一號風球，之後兩三日該熱帶低氣壓將於海南島附近緩慢移動，澳門驟雨及雷暴將逐漸增加。氣象局在6月5日上午10時45分發出一號風球，當時艾雲尼集結在澳門之西南偏南約590公里。氣象局表示當日發出三號風球機會不大，但在翌日改發三號風球機會為中等。由於艾雲尼路徑飄忽且移動緩慢，氣象局於6月6日表示當日改發較高風球機會不大，至6月7日凌晨5時再表示當日下午考慮改發三號風球。
經過6月6日於雷州至海南繞圈後，晚間澳門風勢變得間中清勁，到翌日（7日）日間艾雲尼採取偏東北路徑進一步逼近，氣象局在下午12時半發出三號風球，當時艾雲尼移至澳門之西南偏西約260公里。氣象局表示當日發出八號風球機會不大。當晚至8日早上期間，受艾雲尼的核心雨帶和西南季候風共同影響下，澳門風勢持續增強，普遍風力強勁，多區有大雨及雷暴，且連續降雨超過50毫米，部份低窪地區出現水浸，氣象局遂於凌晨4時35分發出暴雨警告，至9時55分取消，教育暨青年局宣布中學教育上午停課，小學、幼稚園及特殊教育則全日停課 。在暴雨警告生效期間，九澳雨勢最大，一小時雨量達46毫米，而各區在風暴信號生效期間均錄得的累積雨量達200毫米以上。艾雲尼於8日早上6時最接近澳門，在氣象局總部之西北偏西約150公里掠過。隨著艾雲尼稍為遠離，氣象局在6月8日下午6時半改發一號風球，當時艾雲尼集結在澳門之西北約180公里。是次為繼2007年強烈熱帶風暴帕布於第二度影響澳門後，再次以一號風球取代三號風球而非直接取消。氣象局表示將考慮在隨後數小時內取消所有熱帶氣旋信號，而隨著澳門風勢減弱，氣象局在晚上9時45分取消所有熱帶氣旋信號，當時艾雲尼移至澳門之西北偏北約190公里。

### 香港
當地發出之最高熱帶氣旋警告信號： 三號強風信號
艾雲尼在6月4日傍晚進入距離香港800公里範圍，香港天文台於下午6時15分發出「特別天氣提示」，表示艾雲尼組織鬆散和移動較慢，在當晚至翌晨會與香港保持超過600公里距離，對香港未構成直接威脅，天文台會密切注視艾雲尼之動向。6月5日早上艾雲尼採取較偏東北之路徑加速移近並稍作增強，天文台在上午11時20分發出一號戒備信號，當時艾雲尼集結在香港之西南偏南約590公里。天文台表示，當日大部份時間艾雲尼與香港的距離會維持超過500公里，除非艾雲尼採取較接近香港的路徑移動或顯著增強，否則當日發出三號信號的機會不大，但預料艾雲尼的外圍雨帶會在未來兩三日為香港帶來狂風驟雨及雷暴。。由於電腦數值預報模式對艾雲尼往後的動向仍有頗大分歧，因此天文台於下午4時45分之「熱帶氣旋警告」中特別指出，視乎高空引導氣流的變化，艾雲尼的未來移動方向及速度，尤其到該星期中後期時的變數相當大，但當艾雲尼靠近，離岸風勢會增強，天文台翌日（6日）會視乎風力變化決定是否發出三號熱帶氣旋警告信號。
天文台於6月5日發出熱帶氣旋警告信號前出錯，於網頁、「我的天文台」應用程式、官方Twitter帳戶甚至政府新聞處天氣稿皆於上午10時40分提前公佈發出一號信號之消息，當中除新聞處天氣稿以及未受事件波及的天文台新設之Facebook專頁外，其餘官方渠道更錯誤顯示該天氣稿已在上午9時25分發佈。天文台隨即於上午11時05分刊登澄清啟事，指出一號信號正式生效時間為上午11時20分，「較早前因手民之誤，令信息提早發放」，並對造成公眾不便致歉。
6月6日艾雲尼在雷州半島一帶徘徊，其強雷雨帶影響香港，香港雨勢在當日下午增強，天文台先後在下午1時10分及1時15分接連發出該年首個黃色暴雨警告信號及新界北部水浸特別報告。天文台在下午4時45分表示艾雲尼會在翌日（7日）逐漸靠近廣東西部沿岸，但其移動方向仍有變數，屆時會按香港風力變化決定是否需要更改信號。當晚香港風力有所增強，長洲自日落時份起持續吹強風，但天文台於當晚10時45分表示翌日（7日）凌晨5時前發出三號信號機會不大。而到6月7日凌晨，西貢和機場的風力也先後飆升至強風程度，代表天文台測風網絡8個參考測風站已有3站錄得強風，然而天文台卻仍在凌晨4時45分表示除非艾雲尼進一步移近珠江口一帶或顯著增強，否則上午10時前發出三號信號機會不大。當日早上受艾雲尼的外圍雨帶影響，香港雨勢再次增強，天文台於早上6時50分再度發出新界北部水浸特別報告，更於早上7時40分發出山泥傾瀉警告，期間九龍東、沙田、大埔和北區均錄得超過50毫米雨量。港鐵鑽石山站更有出口受水浸影響封閉。但天文台並沒有發出任何暴雨警告信號。當日早上艾雲尼開始改向偏東北移動，更為接近珠江口一帶，天文台終在上午9時45分表示考慮在下午2時前發出三號信號。天文台於下午12時40分發出三號強風信號，當時艾雲尼集結在香港之西南偏西約330公里。然而天文台發出三號信號後香港風勢並未有即時上揚，廣泛地區風力均在強風程度以下，因此天文台表示當日發出八號信號機會較低，至下午6時45分表示會在翌日（8日）考慮是否需要更改熱帶氣旋警告信號。
6月8日早上艾雲尼中心附近的雨帶橫掃香港，導致香港廣泛地區有滂沱大雨、雷暴和狂風。天文台於早上6時50分再次發出黃色暴雨警告信號。上午10時左右雨勢一度減弱，但1小時後雨區重新爆發，港島東、觀塘、將軍澳和西貢均錄得超過100毫米雨量。天文台更需在上午11時半發出紅色暴雨警告信號，但當時強雷雨區已稍為減弱，紅色暴雨警告信號只維持1小時，天文台於下午12時半改發黃色暴雨警告信號，至下午2時15分取消所有暴雨警告信號。艾雲尼於下午1時最接近香港，在天文台總部之西北偏西約200公里掠過。隨著艾雲尼移入內陸和減弱，香港普遍不再受強風影響，天文台在下午3時40分改發一號戒備信號，當時艾雲尼集結在香港之西北偏西約210公里。天文台預料香港離岸及高地仍然有強風，並表示當香港風勢進一步減弱時，會取消所有熱帶氣旋警告信號。隨後香港風勢進一步緩和，天文台在下午6時20分取消所有熱帶氣旋警告信號，當時艾雲尼集結在香港之西北偏西約205公里。
風暴期間，天文台8個參考自動氣象站中有3個錄得強風，當中長洲更錄得烈風，三號信號只欠一站便達標，然而西貢的強風紀錄只於三號信號生效前錄得。長洲、機場及西貢錄得之最高10分鐘平均風速分別為每小時66、48及43公里。當局共收到6宗水浸、42宗塌樹及4宗山泥傾瀉報告，天文台亦在6月7日下午6時45分收到長洲有1宗水龍捲報告。天文台於7月9日發佈熱帶風暴艾雲尼報告，把艾雲尼最接近香港的時間和位置由6月9日早上8時的香港之西北偏北約150公里，大幅提前至6月8日下午1時的香港之西北偏西約200公里。

## 熱帶氣旋警告使用紀錄

### 中國大陸
| 国家气象中心 颱風預警信號 | 国家气象中心 颱風預警信號 | 国家气象中心 颱風預警信號 |
| ------------------------- | ------------------------- | ------------------------- |
| 上一熱帶氣旋              | 颱風藍色預警信號          | 下一熱帶氣旋              |
| 颱風天秤                  | 颱風藍色預警信號          | 超強颱風瑪莉亞            |

### 澳門
| 地球物理暨氣象局 熱帶氣旋信號 | 地球物理暨氣象局 熱帶氣旋信號 | 地球物理暨氣象局 熱帶氣旋信號 |
| ----------------------------- | ----------------------------- | ----------------------------- |
| 上一熱帶氣旋                  | 一號風球                      | 下一熱帶氣旋                  |
| 颱風卡努                      | 一號風球                      | 熱帶風暴山神                  |
| 颱風卡努                      | 三號風球                      | 熱帶風暴山神                  |

### 香港
| 香港天文台 熱帶氣旋警告信號 | 香港天文台 熱帶氣旋警告信號 | 香港天文台 熱帶氣旋警告信號 |
| --------------------------- | --------------------------- | --------------------------- |
| 上一熱帶氣旋                | 一號戒備信號                | 下一熱帶氣旋                |
| 強颱風卡努                  | 一號戒備信號                | 熱帶風暴山神                |
| 強颱風卡努                  | 三號強風信號                | 熱帶風暴山神                |

## 外部連結
- （英文）颱風2000：各氣象部門對艾雲尼的預測路徑集合 （页面存档备份，存于）、數值預報預測路徑整合 （页面存档备份，存于）
- （英文）美國太空總署：相關資料 （页面存档备份，存于）
- （日語）日本氣象廳：數位颱風網資料（日文版 （页面存档备份，存于）、英文版 （页面存档备份，存于））、2018年熱帶氣旋最佳路徑數據 （页面存档备份，存于） （页面存档备份，存于）
- （英文）美國聯合颱風警報中心：05W最佳路徑數據 （页面存档备份，存于） （页面存档备份，存于）
- （英文）美國海軍研究實驗室：05W檔案 （页面存档备份，存于）
- （简体中文）中國國家氣象中心：台风快讯、台风路径预报 （页面存档备份，存于）、台风公报 （页面存档备份，存于）、台风预警 （页面存档备份，存于）、天气公报 （页面存档备份，存于） （页面存档备份，存于）
- （简体中文）中国天气网：广西 （页面存档备份，存于）、广东 （页面存档备份，存于）、海南 （页面存档备份，存于）
- （繁體中文）交通部中央氣象局：颱風資料庫——輕度颱風艾維尼、艾維尼最佳路徑圖[永久]
- （繁體中文）香港天文台：熱帶風暴艾雲尼報告 （页面存档备份，存于）、實時天氣稿（6月2日 （页面存档备份，存于）－3日 （页面存档备份，存于）－4日 （页面存档备份，存于）－5日 （页面存档备份，存于）－6日 （页面存档备份，存于）－7日 （页面存档备份，存于）－8日 （页面存档备份，存于）－9日 （页面存档备份，存于））
- （繁體中文）地球物理暨氣象局：2018年熱帶氣旋年報——熱帶風暴艾雲尼